# Guido Reibel
Guido Siegfried Reibel (* 7. Dezember 1968 in Krefeld) ist ein ehemaliger deutscher Wasserballspieler und Trainer.

## Werdegang
In seiner aktiven Zeit bestritt Reibel zwischen 1988 und 1994 insgesamt 144 Länderspiele für die deutsche Auswahl. Er stand unter anderem bei der Weltmeisterschaft 1994 in Rom und bei den Olympischen Spielen 1992 in Barcelona im deutschen Kader.
Im Verein spielte Guido Reibel hauptsächlich für den SV Bayer Uerdingen 08. Außerdem spielte er für den ASC Duisburg und für die Wasserfreunde Spandau 04, mit denen er 1992 deutscher Meister wurde. In einem der Finalspiele erzielte Reibel sieben Tore und hatte somit maßgeblichen Anteil am Titel der Berliner.
Als Trainer arbeitete Reibel ausschließlich beim SV Bayer. Im Jahr 1997 wurde er mit der C-Jugend deutscher Meister. Des Weiteren trainierte er auch die Herren-Bundesliga-Mannschaft, mit denen er in der Saison 2005/2006 im Europa-Pokal spielte. Seine Trainer-Laufbahn beendete er 2006.
Seit September 2015 ist Guido Reibel Vorsitzender der deutschen Wasserball-Liga. Er ersetzte in dieser Funktion den langjährigen Schatzmeister Axel Becker, der diese Position ein Jahr interimistisch bekleidet hatte.

## Privatleben
Reibel ist mit seiner Ehefrau Wiebke, ebenfalls Wasserballspielerin, verheiratet und hat einen Sohn und eine Tochter. Der Sohn, Ben Reibel, spielt ebenfalls Wasserball beim SV Bayer Uerdingen 08 in der Bundesliga.